# 216 Pułk Piechoty (II RP)
216 Pułk Piechoty (216 pp) – dyspozycyjne dowództwo pułku piechoty Wojska Polskiego.

## Historia
W zmianach do planu mobilizacyjnego „W” na rok 1939 ujęto sformowanie w Tarnopolu (OK Nr VI), w mobilizacji alarmowej, w grupie jednostek oznaczonych kolorem czerwonym, dyspozycyjnego dowództwa pułku piechoty bez pododdziałów specjalnych, tylko z plutonem łączności i zredukowanymi organami zaopatrzenia. Jednostką mobilizującą został 54 pułk piechoty Strzelców Kresowych (12 DP) również należący do „grupy czerwonej”.
Do formowania oddziału przystąpiono wieczorem 27 sierpnia 1939 roku. Mobilizację zakończono 29 sierpnia. Dowództwo pułku podporządkowano generałowi dywizji Kazimierzowi Fabrycemu, dowódcy Armii „Karpaty” za pośrednictwem generała brygady Władysława Langnera, dowódcy Odcinka „Węgry”. Dowództwo pułku zostało przeniesione do Starego Sambora z zadaniem dozorowania granicy z Węgrami na południe od m. Turka, obsadzając wzgórza na południe od Boryni i zamykając drogi wychodzące z Sianek i Wysocka Wyżnego. Od 14 września dowództwo pułku podlegało dowódcy Grupy „Stryj”, generałowi brygady Stefanowi Dembińskiemu. Rano 19 września pułk razem z 3 Brygadą Górską Strzelców przekroczył granicę węgierską na Przełęczy Użockiej.

## Obsada personalna Dowództwa 216 pp (rez.) i przydzielonych pododdziałów
- Dowództwo 216 pp (rez.)
  - dowódca pułku – ppłk piech. Zygmunt Semerga
  - II adiutant pułku - ppor. rez. Kazimierz Grzybowski[5]
  - naczelny lekarz pułku – ppor. rez. lek. med. Jan Tołwiński
- batalion ON „Turka”
  - dowódca batalionu – mjr Stefan Chaszczyński
- 1 kompania KOP „Sianki”[6]
  - dowódca kompanii – kpt. Tadeusz Piątkowski
  - dowódca I plutonu – por. Tadeusz Jaworski
- Oddział Przysposobienia Wojskowego i Związku Strzeleckiego
  - dowódca – NN